# Skupni katalog
Skupni katalog je kombinirani knjižnični katalog koji opisuje zbirke mnoštva knjižnica. Napravljeni su na nizu medija, pored ostalih knjiškom formatu, mikroobliku, listićima i od nedavne prošlosti umreženim elektroničkim podatkovnim bazama. Svrstani su po naslovu, autori i subjektu, pritom često uz kontrolirani vokabular. Elektroničke inačice obično podržavaju upite preko ključnih riječi i Booleovske upite. 